# Coupe du monde de triathlon 1998
Navigation
Édition précédente Édition suivante
La coupe du monde de triathlon 1998 est composée de 9 courses organisées par la Fédération internationale de triathlon (ITU). Chacune des courses est disputée au format olympique soit 1500 m de natation, 40 km de cyclisme et 10 km de course à pied.

## Étapes de l'épreuve
| Date         | Lieu         | Format | Homme             | Femme            |
| ------------ | ------------ | ------ | ----------------- | ---------------- |
| 12 avril     | Ishigaki     | M      | Greg Welch        | Emma Carney      |
| 26 avril     | Sydney       | M      | Greg Welch        | Jackie Gallagher |
| 21 juin      | Zurich       | M      | Simon Lessing     | Jackie Gallagher |
| 12 juillet   | Gamagori     | M      | Alexandre Manzan  | Rina Hill        |
| 2 août       | Corner Brook | M      | Craig Walton      | Michellie Jones  |
| 9 août       | Tiszaújváros | M      | Hamish Carter     | Loretta Harrop   |
| 27 septembre | Cancún       | M      | Gilberto González | Michellie Jones  |
| 1er novembre | Auckland     | M      | Hamish Carter     | Michellie Jones  |
| 8 novembre   | Noosa        | M      | Gilberto González | Loretta Harrop   |

## Par nation
| Rang | Nation           | Victoires |
| ---- | ---------------- | --------- |
| 1    | Australie        | 12        |
| 2    | Nouvelle-Zélande | 2         |
| 2    | Venezuela        | 2         |
| 4    | Brésil           | 1         |
| 4    | Royaume-Uni      | 1         |

## Classements généraux
| Rang               | Nom               |
| ------------------ | ----------------- |
| Médaille d'or      | Hamish Carter     |
| Médaille d'argent  | Dmitriy Gaag      |
| Médaille de bronze | Chris McCormack   |
| 4                  | Greg Bennett      |
| 5                  | Gilberto González |
| 6                  | Craig Walton      |
| 7                  | Chris Hill        |
| 8                  | Simon Lessing     |
| 9                  | Greg Welch        |
| 10                 | Jamie Hunt        |

| Rang               | Nom               |
| ------------------ | ----------------- |
| Médaille d'or      | Michellie Jones   |
| Médaille d'argent  | Emma Carney       |
| Médaille de bronze | Isabelle Mouthon  |
| 4                  | Jackie Gallagher  |
| 5                  | Erika Molnár      |
| 6                  | Loretta Harrop    |
| 7                  | Joanne King       |
| 8                  | Mieke Suys        |
| 9                  | Barbara Lindquist |
| 10                 | Rina Hill         |